# Patricia Wettig
Patricia Wettig, född 4 december 1951 i Cincinnati i Ohio, är en amerikansk skådespelare.
Wettig har bland annat spelat rollen som USA:s vicepresident Caroline Reynolds i TV-serien Prison Break.

## Filmografi (urval)
- 1987–1991 – Livet runt trettio (TV-serie)
- 1991 – City Slickers - jakten på det försvunna leendet
- 1994 – City Slickers II - Jakten på Curlys guld
- 1995 – The Langoliers (TV-serie)
- 2005–2007 – Prison Break (TV-serie)